# 永井友理
永井 友理（ながい ゆり、1973年〈昭和48年〉12月10日 - ）は、愛知県知多市出身の気象予報士、防災士。通称はゆりちゅみ。

## 略歴
- 愛知県立旭丘高等学校、名古屋大学卒業[2]。名古屋大学大学院博士前期課程修了（地球物理学）[1]。
- 1999年 - ウェザーニューズ入社[1]。
- 2002年 - 気象予報士資格取得[1]。
- 2004年 - NHK仙台で「てれまさむね」「おはよう宮城」「ウィークエンド東北」に出演（2009年まで）[3][4]。
- 2009年4月 - 東海テレビ放送「FNN東海テレビスーパーニュース」気象キャスターに就任[1]（2010年3月まで）。
- 2010年 - ウィズステーション（ウェザーニューズ子会社）へ出向[4]。
- 2014年3月17日 - この日よりSOLiVE24の気象解説者として予報センターからの出演を開始[5]（2018年7月30日まで[6]）。

## 人物・エピソード
- 特技・趣味：イラスト、散歩
- 動物が好きで、特に鳥がお気に入り。SNSで時々動物のことを取り上げている。

## 過去の出演

### テレビ
- てれまさむね（NHK仙台、2003年3月31日 - 2009年3月27日）
- おはよう宮城（NHK仙台放送局、2004年3月29日 - 2009年3月27日）
- ウィークエンド東北（NHK仙台放送局、2004年4月3日 - 2009年3月28日）
- FNN東海テレビスーパーニュース（東海テレビ、2009年3月30日 - 2010年3月26日）- 気象キャスター
- ドデスカ!（名古屋テレビ、2024年8月26日 - 30日）- 気象キャスター。山田修作が夏休みのため代理出演。

### Web
- SOLiVE24、ウェザーニュースLiVE（ウェザーニューズ、2014年3月17日 - 2018年7月30日）